# Diocèse de Killala
Le diocèse de Killala (irlandais : Cell Alaid ; latin : Aladensis) est un diocèse suffragant de l'archidiocèse de Tuam en Irlande, constitué au Ve siècle. Depuis le  10 avril 2024, le siège du diocèse est vacant, ce qui signifie qu'il n'y a pas d'évêque permanent nommé pour ce diocèse. 

## Territoire
Le diocèse comprend la partie nord des comtés irlandais de Mayo et de Sligo.
L'évêché est à Ballina, où se trouve la cathédrale Saint-Muredach.
Le territoire couvre 3 734 km², et il est divisé en 22 paroisses, dont s'occupent 40 prêtres (35 diocésains et 5 religieux).

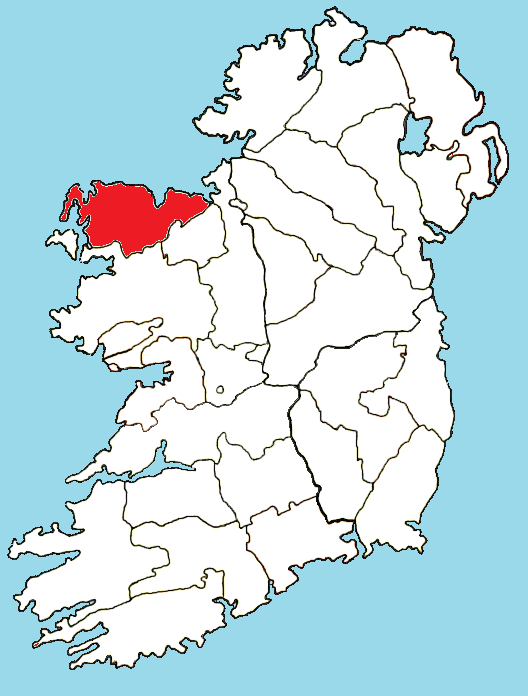
Le diocèse de Killala en Irlande.
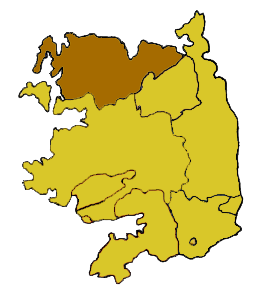
Situation du diocèse parmi la province ecclésiastique de Tuam.

## Historique
L'origine du diocèse remonte à l'époque de saint Patrick, qui plaça son disciple saint Muredach (en) à la tête de l'église de Killala dès 442 ou 443. 
Le diocèse est officiellement créé par le synode de Ráth Breasail en 1111 en tant que suffragant de l'archidiocèse d'Armagh, le diocèse de Killalla desservant le territoire des Uí Fiachrach Muaide dans le nord du Connacht. Le premier évêque Ua Mael Fogmair I meurt en 1137. Le diocèse devient suffragant du nouvel archidiocèse de Tuam après le synode Kells-Melliffont en 1152.

## Quelques évêques
- 1111-1137 : Ua Mael Fogmair I
- 1545-1569 : Réamonn Ó Gallchobhair
- Patrick O’Boyle : (1950–1970)
- Thomas McDonnell : (1970–1987)
- Thomas Anthony Finnegan : (1987–2002)
- John Fleming : (2002–2024)

## Source
- (en) T.W Moody, F.X. Martin, F.J. Byrne A New History of Ireland IX Maps, Genealogies, Lists. A companion to Irish History part II . Oxford University Press réédition 2011  (ISBN 9780199593064)

### Article lié
- Église catholique en Irlande